# Voldemar Mägi
Voldemar Mägi (ur. 4 listopada 1914 w Lehtse, zm. 18 lutego 1954 w Hollywood) – estoński zapaśnik walczący w stylu klasycznym. Olimpijczyk z Berlina 1936, gdzie odpadł w eliminacjach w wadze średniej.
Brązowy medalista mistrzostw Europy w 1937 roku.

## Letnie Igrzyska Olimpijskie 1936
| Konkurencja | Rundy eliminacyjne     | Rundy eliminacyjne       | Klas. końcowa |
| Konkurencja | Przeciwnik I           | Przeciwnik II            | Miejsce       |
| ----------- | ---------------------- | ------------------------ | ------------- |
| 79 kg       | Väinö Kokkinen (FIN) P | Ercole Gallegati (ITA) P | 2 runda       |